# Anrode
Anrode é um município da Alemanha, situado no distrito de Unstrut-Hainich, no estado da Turíngia. Tem 52,43 km² de área, e sua população em 2019 foi estimada em 3.134 habitantes.